# Zygophylax africana
Zygophylax africana is een hydroïdpoliep uit de familie Lafoeidae. De poliep komt uit het geslacht Zygophylax. Zygophylax africana werd in 1923 voor het eerst wetenschappelijk beschreven door Stechow. 